# Anpanman
Anpanman (アンパンマン?) è un manga scritto e disegnato da Takashi Yanase e pubblicato in Giappone dall'ottobre 1973 al 2013.
La trama segue le avventure di Anpanman, un supereroe con la testa di anpan, che deve proteggere il mondo da un malefico germe antropomorfo di nome Baikinman. Dal manga sono state tratte due serie televisive anime: la prima, composta da un solo episodio, è stata trasmessa su NHK General TV il 13 marzo 1979; la seconda dal titolo Soreike! Anpanman (それいけ！アンパンマン?), a cura di Tokyo Movie Shinsha, è trasmessa dal 3 ottobre 1988 su NTV e comprende oltre 1600 episodi, facendone una delle serie animate più longeve ad essere andate in onda. L'opera è inoltre trasposta annualmente in lungometraggi animati dal 1989.
Dall'abbigliamento agli snack e altro merchandising, Anpanman è considerata una delle serie manga e anime per bambini più famose e di successo in Giappone. Il personaggio di Anpanman è uno dei più redditizi, costantemente tra i primi posti come fonte di guadagno, e in un sondaggio del 2011 di Bandai è risultato il più famoso tra i bambini dai 0 ai 12 anni.

## Trama
In ogni episodio Anpanman aiuta la gente del proprio villaggio, in particolare, coloro che hanno fame, e combatte contro Baikinman. Nel corso di tutti gli episodi fino ad oggi trasmessi, sono stati presentati più di 1700 personaggi.

## Personaggi

### Protagonisti
- Anpanman (アンパンマン?, Anpanman), doppiato da: Keiko Toda: è il protagonista della storia. Il suo nome deriva dalla sua testa fatta di anpan (un panino dolce), che offre a chi ha fame. Possiede diversi attacchi speciali (il suo pugno e il suo calcio), ma perde la forza quando la sua testa viene bagnata, sporcata o schiacciata finché Jam Oji-san non gliene prepara una nuova.
- Jam Oji-san (ジャムおじさん?, Jamu Oji-san), doppiato da: Hiroshi Masuoka (1988-2019) e Kōichi Yamadera (2019-) È il cuoco saggio che ha creato Anpanman. Il suo nome significa "zio marmellata".
- Batako-san (バタコさん?, Batako-san), doppiata da: Rei Sakuma: è l'assistente di Jam Oji-san. Il suo nome significa "ragazza burro".
- Cheese (チーズ?, Chīzu), doppiato da: Kōichi Yamadera: è un cane che vive nella panetteria di Jam Oji-san.
- Currypanman (カレーパンマン?, Karēpanman), doppiato da: Michiyo Yanagisawa: è un amico di Anpanman. Il suo nome deriva dalla sua testa fatta di pane al curry.
- Shokupanman (しょくぱんまん?, Shokupanman), doppiato da: Sumi Shimamoto: è un amico di Anpanman. Il suo nome deriva dalla sua testa fatta di pane bianco (in giapponese shoku pan).
- Melonpanna (メロンパンナ?, Meronpan'na), doppiata da: Mika Kanai: è un'amica di Anpanman. Il suo nome deriva dalla sua testa fatta di melonpan.
- Rollpanna (ロールパンナ?, Rōrupan'na), doppiata da: Mīna Tominaga: è la sorella maggiore di Melonpanna.
- Creampanda (クリームパンダ?, Kurīmupanda), doppiato da: Miki Nagasawa: il più piccolo degli amici di Anpanman, è il fratello adottivo di Melonpanna e Rollpanna.

### Antagonisti
- Baikinman (ばいきんまん?, Baikinman), doppiato da: Ryūsei Nakao: è il nemico principale della storia venuto da un altro mondo ed è il leader dei Virus. Il suo nome significa in giapponese "uomo batterio". Il suo piano è quello di vincere Anpanman così da poter fare le birichinate come vuole.
- Dokin-chan (ドキンちゃん?, Dokin-chan), doppiata da: Hiromi Tsuru (1988-2017), Rei Sakuma (2017) e Mīna Tominaga (2018-): è la partner in crimine di Baikinman, ma innamorata di Shokupanman. Il suo nome deriva dall'onomatopea del battito di cuore (doki).
- Horrorman (ホラーマン?, Horāman), doppiato da: Kaneta Kimotsuki (1991-2016) e Kazuki Yao (2017-): è uno scheletro che collabora spesso con Baikinman e Dokin-chan nei loro piani.